# Comuna Deveatîr, Jovkva
Deveatîr (în ucraineană Дев'ятир) este o comună în raionul Jovkva, regiunea Liov, Ucraina, formată din satele Ciornii, Deveatîr (reședința), Kapeliuh, Kovali, Losînî, Soroci Lozî și Vilșanka.

## Demografie
Componența lingvistică a comunei Deveatîr
     Ucraineană (99,82%)
     Alte limbi (0,18%)
Conform recensământului din 2001, majoritatea populației comunei Deveatîr era vorbitoare de ucraineană (99,82%), existând în minoritate și vorbitori de alte limbi.